# 洛朗蒂德山脉
洛朗蒂德山脈（法語：Laurentides）是加拿大魁北克南部的一座山脈，位於聖勞倫斯河北岸。最高處是Raoul Blanchard山，高1,166（3,825英尺）。美國的阿第倫達克山脈也是洛朗蒂德山脈的一部分。